# Aeródromo La Estrella
El Aeródromo La Estrella (OACI: SCRL), es un terminal aéreo ubicado junto a la ciudad de La Estrella, provincia Cardenal Caro, región del Libertador General Bernardo O'Higgins, Chile. Es de propiedad privada.